# Sengbachtalsperre
Die Sengbachtalsperre, auch Solinger Talsperre genannt, ist eine Trinkwasser-Talsperre in Solingen. Sie gehört zu den ältesten Trinkwassertalsperren Deutschlands und liegt in einem abgeschiedenen Seitental der Wupper unweit von Schloss Burg, wo sie das Wasser des Sengbachs aufstaut. Zeitweise wurde sie auch als Senkbach-Thalsperre bezeichnet. Betreiber der Talsperre sind die Stadtwerke Solingen.

## Lage und Beschreibung
Die Sengbachtalsperre befindet sich im äußersten Südosten des Solinger Stadtgebiets westlich von Höhrath im Stadtbezirk Burg/Höhscheid. In der Nähe grenzen die Städte Wermelskirchen, Burscheid und Leichlingen an das Solinger Stadtgebiet an. 
Die Talsperre wurde nach dem Intze-Prinzip errichtet und besteht aus einem Haupt- und einem Vorbecken. Der sich hauptsächlich in Nordwest-Südost-Richtung erstreckende Stausee ist zwischen 100 m und 180 m breit und hat eine Längsausdehnung von ca. 2,4 km. Die Mauer des Hauptbeckens besteht aus Bruchstein und misst von der Gründungssohle 43 m. Die Mauerkrone hat eine Länge von 178 Metern. Die Breite der Mauer beträgt an der Sohle 36,6 m, an der Krone 5 m. Die Gewichtsstaumauer mit einem Krümmungsradius von 150 m hält bei vollständiger Füllung rund 2,8 Mio. m³ Wasser zurück. Die maximale Wassertiefe beträgt dabei 36,0 m bei einer Wasserfläche von rund 200.000 m². Das Absperrbauwerk der Vorsperre besteht aus einem Steinschüttdamm mit innenliegendem Betonkern. Das Vorbecken wird im Vollstau betrieben. Die Überlaufhöhe liegt bei 148 m über NHN. Das Einstauvolumen beträgt ca. 100.000 m³. Die maximale Wassertiefe des Vorbeckens beträgt 4,5 m. Das Vorbecken dient als Sedimentbecken.
Um das Oberflächenwasser gemäß der Trinkwasserverordnung aufzubereiten und allen Solinger Haushalten zur Verfügung zu stellen, wird das Wasser aus der Sengbachtalsperre über eine Leitung von 900 mm Durchmesser in das naheliegende Wasserwerk Glüder in Strohn transportiert und dort mittels Filtern und moderner Prozesstechnik in mehreren Stufen zu Trinkwasser aufbereitet.

## Geschichte
Die Zentralisierung der Wasserversorgung in Solingen begann in den 1880er Jahren mit einem ersten Wasserwerk in Grunenburg bei Müngsten. Von dort wurde das Wasser in einen Wasserturm auf der Krahenhöhe gepumpt und verteilt. Bereits Ende der 1890er Jahre zeichnete sich jedoch ab, dass die Kapazitäten des Wasserwerks in Grunenburg für die wachsende Stadt Solingen nicht mehr ausreichten. Auf Initiative des Solinger Oberbürgermeisters August Dicke wurde der Ingenieur Otto Intze daraufhin 1898 mit der Planung einer Talsperre im Sengbachtal beauftragt. Er galt durch die Errichtung der Remscheider Talsperre 1891 als Pionier des Talsperrenbaus.
Die Sengbachtalsperre fiel drei Mal so groß aus wie die Talsperre in Remscheid, sie war auf die Versorgung von 100.000 Menschen mit Trinkwasser ausgelegt und galt damit als zukunftsweisendes Bauwerk. Die Bauarbeiten begannen im Jahr 1900 und konnten 1903 beendet werden. Am 28. Mai 1903 wurde die Talsperre feierlich eröffnet. Bereits 1901 konnte eine Pumpstation in Strohn, das heutige Wasserwerk Glüder, in Betrieb genommen werden. Sie pumpte das Wasser zum Wasserturm an der Krahenhöhe.:12f. In der Ortslage Strohnerhöh wurden 1903 die Wohnhäuser der Talsperrenmeister erbaut, von denen eines noch heute erhalten ist, es wird von der Waldschule genutzt.
Bis 1974 lag die Sengbachtalsperre außerhalb des Solinger Stadtgebietes auf dem Gebiet des ehemaligen Rhein-Wupper-Kreises. Durch das Düsseldorf-Gesetz wurde die Talsperre mit ihrem Wassereinzugsgebiet nach Solingen eingemeindet.
Auf der Sperrmauer der Sengbachtalsperre mussten aus Sicherheitsgründen inzwischen Zäune und Geländer nachgerüstet werden, ansonsten ist die Mauer in fast originalem Zustand von 1903 erhalten.:12